# Luzianes-Gare
Luzianes-Gare é uma freguesia portuguesa do município de Odemira, com 96,98 km² de área e 374 habitantes (censo de 2021) A sua densidade populacional é 3,9 hab./km²
O principal aglomerado populacional é Luzianes. As condições naturais tornam esta freguesia um paraíso no interior do Alentejo, de fácil acesso por estrada ou comboio. A proximidade às barragens de Corte Brique e Santa Clara constitui mais um motivo de interesse para as prática desportivas e de lazer, nomeadamente desportos ligados à natureza; tais como a canoagem, BTT e pedestrianismo. Predominam por aí os montes, as fontes e os moinhos abandonados que enriquecem e transmitem um espírito nostálgico à paisagem. Não tendo muitos monumentos e sendo a sua história ligada quer às atividades agrícolas, quer à ferrovia, mantém contudo nas suas gentes a arte de bem receber e simultaneamente algumas tradições. Zona de caça rica em espécies cinegéticas, em terras onde predomina o sobreiro.
A freguesia foi criada pela Lei n.º 82/89, de 30 de agosto, com lugares desanexados das freguesias de Sabóia, Relíquias, Santa Maria e São Martinho das Amoreiras.
Tem como padroeira Santa Rita de Cássia, em honra da qual foi erigida uma capela.
Hoje em dia conta com diversas associações que pretendem promover o desenvolvimento da freguesia nas mais diversas áreas. 

## Demografia
A população registada nos censos foi:
| Distribuição da População por Grupos Etários | Distribuição da População por Grupos Etários | Distribuição da População por Grupos Etários | Distribuição da População por Grupos Etários | Distribuição da População por Grupos Etários |
| -------------------------------------------- | -------------------------------------------- | -------------------------------------------- | -------------------------------------------- | -------------------------------------------- |
| Ano                                          | 0-14 Anos                                    | 15-24 Anos                                   | 25-64 Anos                                   | > 65 Anos                                    |
| 2001                                         | 43                                           | 36                                           | 231                                          | 170                                          |
| 2011                                         | 42                                           | 29                                           | 199                                          | 159                                          |
| 2021                                         | 32                                           | 29                                           | 192                                          | 121                                          |

## Património
- Lista de património edificado em Odemira
- Barragem de Corte Brique
- Estação Ferroviária de Luzianes
- Igreja de Santa Rita
- Moinho de água do Pé da Serra
- Moinho de vento da Alcaria
- Moinho de vento da Figueirinha (I e II)
- Moinho de vento da Garraza
- Moinho de vento do Monte Velho
- Moinho de vento do Rasmonal ou do Resmono
- Moinho de vento da Serra
- Moinho de vento das Verdigueiras ou das Verdugueiras
- Sítio arqueológico de Abóbora
- Sítio arqueológico de Consultas
- Villa romana de Casas Novas das Barradas